# وبستر (آیووا)
وبستر (به انگلیسی: Webster) شهری در ایالت آیووا کشور ایالات متحده آمریکا است که جمعیت آن در سرشماری سال ۲۰۱۰ میلادی، ۸۸ نفر بوده‌است.